# Qt Extended Improved
Qt Extended Improved，一個自由軟體專案，是Qt Extended的分支。它的目標在於針對嵌入式Linux系統，提供一個應用平台，可用於智慧手機、個人數位助理、數位投影機等產品。
它源起於2009年，因Qt Software宣佈不再開發Qt Extended，自由軟體社群將它的開源碼部份獨立出來，形成這個分支計劃。

## 產品
OpenMoko推出的兩隻手機Neo1973 與Neo FreeRunner 都採用這個平台。

## 外部連結
- Qt Extended Improved（页面存档备份，存于）